# Decano (chiesa)

Stemma di decano non prelato.

Quello di decano è uno dei titoli dei presbiteri della Chiesa cattolica e della Chiesa anglicana. Indica il presbitero (non necessariamente parroco) che ricopre una particolare carica ecclesiastica o svolge un ufficio specifico; si usa anche per indicare il sacerdote più anziano di carica in un gruppo di presbiteri. Nella Chiesa cattolica, presso la Santa Sede, il termine "decano" è utilizzato anche per indicare il Cardinal decano che è il presidente del Collegio dei cardinali e il prelato presidente della Rota Romana non necessariamente cardinale, mentre in passato designava il membro più anziano di un dicastero ecclesiastico (anche in questo caso non necessariamente cardinale).

## Caratteristiche del decano
Nella Chiesa cattolica e nella Chiesa anglicana il decano è propriamente il presbitero che ha ruolo particolare in un capitolo di canonici (nel qual caso, se non si tratta di una chiesa cattedrale o concattedrale, la chiesa prende il nome di collegiata) o di una particolare circoscrizione diocesana detta decanato.

### Nella Chiesa cattolica

#### Decano del collegio cardinalizio
Nella Chiesa Cattolica il Decano del collegio cardinalizio (meglio conosciuto come cardinal decano) presiede il Collegio dei Cardinali come primus inter pares, senza potestà di governo, esclusiva del papa.
A partire dal motu proprio Sacro Cardinalium Consilio del 1965 la carica è elettiva.

#### I decani dei capitoli
Nei capitoli di canonici il decano è una dignità, ossia ha una posizione particolare con autorità e compiti specificati dagli statuti del capitolo e talora dagli stessi pontefici; spesso gli sono attribuiti compiti disciplinari. Le attribuzioni dei decani sono variate nel tempo; ad esempio nel Medioevo nelle diocesi tedesche occidentali il decano della cattedrale aveva poteri giudiziari e amministrativi, altrove prerogative degli arcidiaconi
Il decano è la prima dignità, per esempio, nei capitoli delle cattedrali di Bressanone e di Reggio di Calabria; mentre nel capitolo della cattedrale di Concordia era la seconda dignità dopo quella del "preposito" e poi è diventata la prima; è rimasta la seconda dignità (dopo quella dell'arcidiacono) nei capitoli delle cattedrali di Chioggia, Parma e Frosinone (in questa diocesi nelle concattedrali di Veroli e Ferentino è la prima dignità); è pure la seconda dignità, dopo quella del priore, nel capitolo della cattedrale di Catania; nel capitolo metropolitano di Palermo il decano è la terza dignità dopo il "ciantro" (o primicerio) e l'arcidiacono; nel capitolo della cattedrale di Padova era la quarta dignità dopo quelle di arciprete, arcidiacono e primicerio, nel capitolo della concattedrale di Narni il titolo è soppresso. In altri capitoli (come in quelli di Novara) il titolo di decano non esiste affatto.

#### I decanati
Nel corso del VII e dell'VIII secolo, in Europa, in seguito all'aumento della popolazione e delle attività ecclesiastiche delle campagne, si rese necessario ripartire il territorio delle diocesi in circoscrizioni minori dette "archipresbiterati", che sorsero intorno a grandi chiese battesimali, rette da un arciprete. Quando, accanto alle chiese battesimali sorsero molte parrocchie minori, si dovette riunirle in nuove unità dette "decanati", che spesso si rifacevano ai confini degli archipresbiterati. Tutto il clero del decanato veniva a costituire il capitolo rurale ed il presbitero che lo reggeva, nominato dal vescovo o dall'arcidiacono con la partecipazione del clero del decanato, era detto decano rurale. Egli riuniva gli ecclesiastici del suo distretto nei cosiddetti "capitoli calendariali" per discutere le questioni riguardanti la cura d'anime, la disciplina e soprattutto la penitenza. Da notare che nell'Inghilterra anglosassone come pure nel territorio sassone mancò qualsiasi ripartizione delle diocesi in archipresbiterati o decanati.
Nel corso dei secoli l'ufficio di decano subì molti mutamenti, diversi da paese a paese e per questo sono tuttora rintracciabili molte differenze locali. Del resto il Concilio di Trento si era limitato a stabilire il regolamento sulle visite dei decani alle parrocchie. San Carlo Borromeo, nella sua diocesi, abolì l'ufficio di decano e lo sostituì con quello di "vicario rurale" o "vicario foraneo", un ufficio sempre revocabile. In Francia, ed in quei territori confinanti interessati dalla riorganizzazione ecclesiastica seguita alla Rivoluzione francese, ognuna delle nuove diocesi fu suddivisa in decanerie i cui limiti vennero calcolati in modo da corrispondere alle suddivisioni civili. In ogni distretto il curato della chiesa principale era, di solito, il decano.
Oggi, secondo l'attuale legge canonica, la nomina dei decani spetta al vescovo, anche se in alcuni paesi i capitoli rurali hanno ancora il diritto di elezione (can. 553, § 2 CDC). I decani non hanno una giurisdizione propriamente detta; sono semplicemente delegati del vescovo per lo svolgimento di determinati compiti, come favorire le relazioni tra il clero del decanato e l'ordinario (il vescovo), esercitare una certa supervisione sull'operato del clero, visitare le parrocchie e controllare la corretta gestione dei doveri parrocchiali da parte dei curati; in particolare sono tuttora i sinodi diocesani che definiscono i compiti dei decani, oltre a quanto è stabilito dal Codice di Diritto Canonico (can. 555).

### Nella Chiesa anglicana
Nella Chiesa d'Inghilterra, i decani oltre ad essere i più anziani del capitolo di una cattedrale o collegiata, ricoprono anche la funzione di titolare della parrocchia e quindi quella di parroco. Famoso il decano dell'Abbazia di Westminster.

## Araldica
Lo stemma araldico di un decano è costituito di un galero nero da cui pendono due nappe nere per parte, disposte su una fila con una nappa, cui è appesa l'altra nappa.